# BBC First
BBC First是一個付費娛樂電視頻道，主要播出喜劇和電視劇節目。BBC First由BBC工作室所有並運營，在2014年開始播出，第一個播出國家為澳大利亞。2013年10月，BBC宣布將在2014年新增三個頻道，BBC First就是其中之一。
2016年，開始在亞洲（香港now TV及myTV SUPER、馬來西亞Unifi TV、新加坡星和视界）落地，以隨選影片形式觀看劇集。2020年初，與台灣通訊業者台灣大哥大旗下串流影音平台 myVideo 合作，正式引進 BBC First 與 BBC CBeebies 的影片內容，可在 myVideo 觀賞。2021年4月1日起，與威望國際旗下的 Catchplay+ 串流影音平台進行深度合作，在台灣和印尼兩地的平台上新增《BBC First》英倫專區，提供訂閱用戶無限觀看，部分新劇將與英國同步首播、週週更新。《BBC First》自2023年7月1日起，可在LINE TV付費收看